# Henrik Rafaelsen
Henrik Rafaelsen (Kristiansand, 7 giugno 1973) è un attore norvegese.

## Biografia
Fin da giovanissimo Henrik Rafaelsen fu membro di una band che alternava arte performativa e musica elettronica, per poi spostarsi sul campo della recitazione. Allievo del Teaterhögskolan i Stockholm, intraprese la carriera da attore in ambito teatrale: fu l'ufficiale ne Il sogno di Strindberg, Andrèj in Tre sorelle di Čechov e il principe Myskin ne L'idiota di Dostoevskij. Fu per molti anni un attore del Nationaltheatret e si divise tra i palcoscenici norvegesi e quelli svedesi. Nel 2005 vinse il Kritikerprisen per il suo ruolo da protagonista nel Peer Gynt, ottenendo inoltre recensioni favorevoli da parte della critica.
Debuttò al cinema nel 2002, con il ruolo del maestro Einar nel film Elina. Nel 2010 vinse il Premio Amanda come miglior attore per la sua interpretazione nella pellicola Sykt lykkelig. Due anni dopo recitò come protagonista nel film Quasi uomo, per il quale vinse il premio al miglior attore al Festival internazionale del cinema di Karlovy Vary; nel 2014 prese parte al film Blind e nel 2019 ottenne la candidatura al premio Guldbagge per il miglior attore non protagonista per il suo ruolo in Unga Astrid.
Sposato con Stine Sannes, è padre di due figli.

## Filmografia

### Cinema
- Elina, regia di Klaus Härö (2002)
- Tommys Inferno, regia di Ove Raymond Gyldenås (2005)
- Izzat, regia di Ulrik Imtiaz Rolfsen (2005)
- 5 løgner, regia di Lars Daniel Krutzkoff Jacobsen (2007)
- Engelen, regia di Margreth Olin (2009)
- Limbo, regia di Maria Sødahl (2010)
- Sykt lykkelig, regia di Anne Sewitsky (2010)
- Babycall, regia di Pål Sletaune (2011)
- Quasi uomo (Mer eller mindre mann), regia di Martin Lund (2012)
- Blind, regia di Eskil Vogt (2014)
- Svenskjävel, regia di Ronnie Sandahl (2014)
- Welcome to Norway!, regia di Rune Denstad Langlo (2016)
- Pyromanen, regia di Erik Skjoldbjærg (2016)
- Thelma, regia di Joachim Trier (2017)
- VampyrVidar, regia di Thomas Aske Berg e Fredrik Waldeland (2017)
- Unga Astrid, regia di Pernille Fischer Christensen (2018)
- Psychobitch, regia di Martin Lund (2019)
- The Birds, regia di Anders T. Andersen (2019)
- Tigers, regia di Ronnie Sandahl (2020)
- Natt, regia di Mona J. Hoel (2022)

### Televisione
- Ivar Kreuger - miniserie TV (1998)
- St Mikael - serie TV (1999) - 10 episodi
- Ett litet rött paket - serie TV (1999) - 1 episodio
- S.P.U.N.G. - serie TV (2002) - 1 episodio
- De drabbade - miniserie TV (1998)
- Lilyhammer - serie TV (2013) - 1 episodio
- Kampen for tilværelsen - serie TV (2014-2015) - 4 episodi
- Frikjent - serie TV (2015-2016) - 18 episodi
- Conspiracy of Silence - serie TV (2018) - 4 episodi
- Bloodride - serie TV (2020) - 1 episodio
- Scomparsa a Lørenskog (Forsvinningen - Lørenskog) - serie TV (2022) - 5 episodi
- Kuppel 16 - serie TV (2022) - 10 episodi
- Pørni - serie TV (2022) - 3 episodi

## Riconoscimenti
- Premio Guldbagge
  - 2018 – Candidatura come miglior attore non protagonista per Unga Astrid
- Festival internazionale del cinema di Karlovy Vary
  - 2012 - Vincitore come miglior attore per Quasi uomo
- Premio Amanda
  - 2011 – Vincitore come miglior attore per Sykt lykkelig
  - 2018 – Candidatura come miglior attore per Thelma
  - 2023 – Candidatura come miglior attore non protagonista per Natt
- Premio Kosmorama
  - 2013 - Candidatura come miglior attore per Quasi uomo
  - 2018 - Vincitore come miglior attore per Thelma
- Kritikerprisen
  - 2005 - Vincitore come miglior attore per Peer Gynt